# پاستور سرادور
اِریبرتو پاستور سرادور (اسپانیایی: Pastor Serrador‎؛ ‏ ۲۷ ژوئیهٔ ۱۹۱۹ – ۱۶ دسامبر ۲۰۰۶) بازیگر اهل اسپانیا بود.
از فیلم‌ها یا برنامه‌های تلویزیونی که وی در آن نقش داشته است، می‌توان به خشم آپاچی و راز دکتر اورلوف اشاره کرد.